# Diecezja pecka
Diecezja pecka (łac. Dioecesis Quinque Ecclesiensis) – jedna z 3 diecezji rzymskokatolickich w metropolii kalocko-kecskeméckiej. Jej powstanie datuje się na rok 1009. Katedrą diecezji jest Katedra Świętych Apostołów Piotra i Pawła w Peczu. 

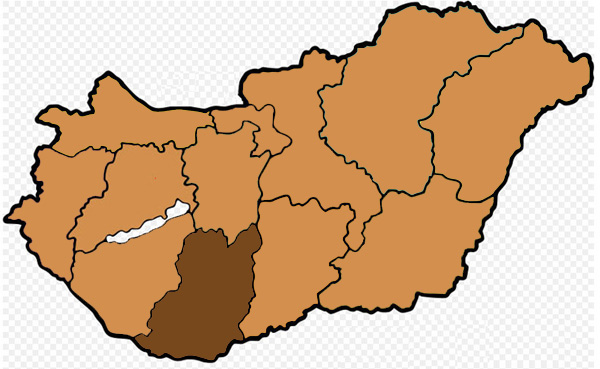
Diecezja pecka na mapie Węgier

## Biskupi
- biskup ordynariusz: László Felföldi (od 2021)
- biskup senior: Mihály Mayer (od 2011)